# La comune
La comune (Kollektivet) è un film del 2016 diretto da Thomas Vinterberg.

## Trama
Danimarca, anni Settanta. Erik, professore universitario che soffre di attacchi d'ira, riceve in eredità una casa di 450 metri quadri e decide dapprima di venderla, poi di andare a viverci con la moglie Anna e la figlia quattordicenne Freja.
Tuttavia, la vita nell'enorme casa si rivela molto dispendiosa ed Erik pensa di lasciarla ma viene convinto da Anna, annoiata dalla monotona vita familiare, a trovare dei coinquilini con i quali dividere le spese.
La quotidianità in questa "comune" si rivela divertente per Anna, ma non semplice per Erik, ossessionato dai costi, che alcuni componenti del gruppo non riescono a coprire, nonché infastidito dal mancato rispetto delle regole di alcuni di loro.
La vita del professore, tuttavia, cambia quando si invaghisce di Emma, sua allieva al terzo anno di università, e la invita ad unirsi alla sua bizzarra compagnia.

## Riconoscimenti
- 2016 - Festival Internazionale del cinema di Berlino[1]
  - Orso d'argento per la migliore attrice per Trine Dyrholm
- 2016 - European Film Awards[2]
  - Candidatura per la miglior attrice a Trine Dyrholm
  - Candidatura per il miglior montaggio a Anne Østerud e Janus Billeskov Jansen
- 2017 - European Film Awards[2]
  - Candidatura per il Premio del pubblico